# Comuna Pivka
Pivka (Občina Pivka) este o comună din Slovenia, cu o populație de 5.926 de locuitori (2002).

## Localități
Buje, Dolnja Košana, Drskovče, Čepno, Gornja Košana, Gradec, Juršče, Kal, Klenik, Mala Pristava, Nadanje selo, Narin, Neverke, Nova Sušica, Palčje, Parje, Petelinje, Pivka, Ribnica, Selce, Slovenska vas, Stara Sušica, Suhorje, Šilentabor, Šmihel, Trnje, Velika Pristava, Volče, Zagorje